# Transaminase
Une transaminase ou aminotransférase est une enzyme qui catalyse un type de réaction entre un acide aminé et un acide α-cétonique.

## Biochimie
Enzyme à pyridoxal phosphate de la classe des transférases, elle effectue le transfert d'un groupement -NH2 d'un acide aminé vers un autre, permettant la synthèse de nouveaux acides aminés, non présents dans le milieu.
Son coenzyme est la vitamine B6 (phosphorylée, ce qui donnera le pyridoxal phosphate).
Cette enzyme possède un complexe de coordinence avec un ion cuivre II (Cu2+).
La réaction de transfert du groupement -NH2 se fait par délocalisations successives de doubles liaisons, dont l'une mène à une base de Schiff.
Cette réaction biochimique se fait approximativement à l'état d'équilibre thermodynamique.

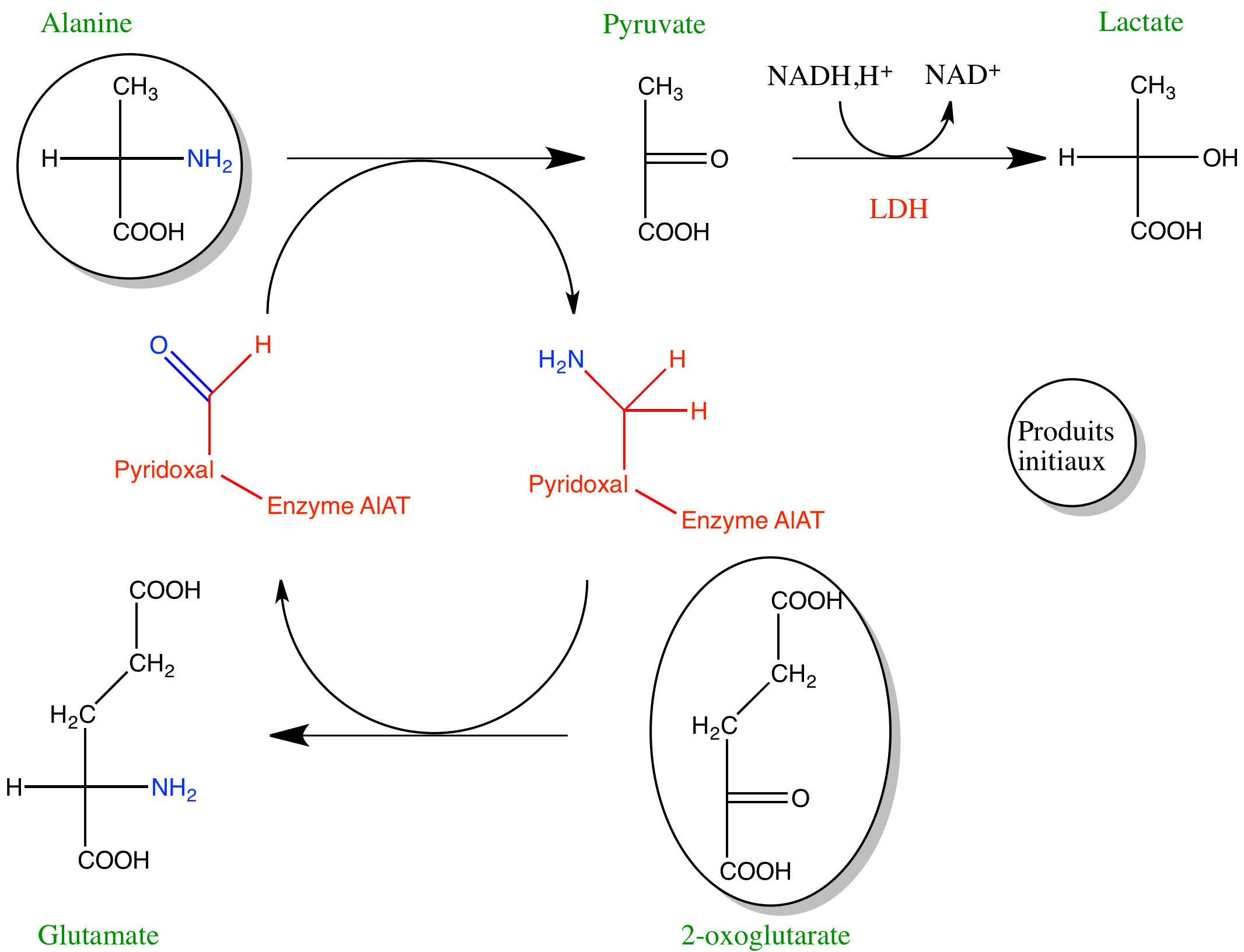
Réaction de l'Alanine aminotransférase (ALAT) montrant le transfert de la fonction amine par le pyridoxal phosphate fixé sur l'enzyme (groupement prosthétique) dans le dosage de l'enzyme par une réaction accessoire de la LDH (Lactate déshydrogénase qui réduit le pyruvate formé.Les produits initiaux sont entourés (alanine et 2-oxoglutarate)

## Intérêt médical
La découverte de l'importance clinique des transaminases a eu lieu en 1955 à l'université de Naples grâce aux recherches de Ferdinand de Ritis, Mario Coltorti et Giuseppe Giusti,.
Les transaminases sont présentes dans tous les tissus, mais leur présence dans le sang à une concentration élevée est souvent liée avec des maladies du myocarde (infarctus) ou du foie (nécrose, hépatite). Dans ces cas, les enzymes arrivent à la circulation et leurs niveaux sériques sont augmentés.
On en distingue deux types :
- ALAT : alanine aminotransférase, appelée également SGPT, prédominante dans le foie ;
- ASAT : aspartate aminotransférase, appelé également SGOT, prédominant dans les muscles et notamment le cœur.

### Au niveau hépatique
Une cellule hépatique comporte au niveau de sa paroi les enzymes suivantes : la gamma GT, la phosphatase alcaline (PAL) et la 5'Nucléotidase.
Ensuite au niveau du cytosol se trouve l'ALAT majoritaire et l'ASAT.
L'activité enzymatique des ALAT est élevée dans les prélèvements de sang en cas de lyse des cellules du foie (cytolyse), car cette enzyme est alors libérée dans le sang. C'est le cas lors des hépatites, qu'elles soient virales ou d'autres origines. Cette élévation a été notée dès les années 1950.
En cas de cholestase, c'est-à-dire une obstruction des voies biliaires (intra ou extrahépatiques), les sels biliaires sont refoulés au niveau hépatique, créant une lyse de la paroi des hépatocytes, qui libèrent ainsi ses enzymes au niveau sanguin. La cholestase se manifeste également par l'augmentation de la bilirubine conjuguée, de la gamma GT et de la phosphatase alcaline.
L'augmentation de transaminases témoigne donc d'une lésion cellulaire dans le foie, le cœur, les muscles ou les reins.